# Episodi di Tutti amano Raymond (prima stagione)
La prima stagione della serie televisiva Tutti amano Raymond è stata trasmessa in prima visione negli Stati Uniti d'America da CBS dal 16 settembre 1996 al 7 aprile 1997 e in Italia da Canale 5 dal 14 giugno al 9 luglio 1999.
| nº | Titolo originale     | Titolo italiano            | Prima TV USA      | Prima TV Italia |
| -- | -------------------- | -------------------------- | ----------------- | --------------- |
| 1  | Pilot                | Raymond e gli altri        | 16 settembre 1996 | 14 giugno 1999  |
| 2  | I Love You           | Dimmi che mi ami           | 23 settembre 1996 | 15 giugno 1999  |
| 3  | I Wish I Were Gus    | Il funerale di zio Gus     | 30 settembre 1996 | 16 giugno 1999  |
| 4  | Standard Deviation   | Il test                    | 7 ottobre 1996    | 17 giugno 1999  |
| 5  | Look Don't Touch     | La nuova cameriera         | 14 ottobre 1996   | 18 giugno 1999  |
| 6  | Frank, the Writer    | Questione di talento       | 21 ottobre 1996   | 21 giugno 1999  |
| 7  | Your Place or Mine?  | Ognuno al proprio posto!   | 28 ottobre 1996   | 22 giugno 1999  |
| 8  | In-Laws              | Suoceri contro suoceri     | 4 novembre 1996   | 23 giugno 1999  |
| 9  | Win, Lose or Draw    | Vincere perdere o lasciare | 11 novembre 1996  | 24 giugno 1999  |
| 10 | Turkey or Fish       | Tacchino o pesce?          | 18 novembre 1996  | 25 giugno 1999  |
| 11 | Captain Nemo         | I due capitani             | 9 dicembre 1996   | 26 giugno 1999  |
| 12 | The Ball             | Mentire per amore          | 16 dicembre 1996  | 28 giugno 1999  |
| 13 | Debra's Sick         | L’intervista               | 6 gennaio 1997    | 29 giugno 1999  |
| 14 | Who's Handsome?      | Complimenti e lodi         | 13 gennaio 1997   | 30 giugno 1999  |
| 15 | The Car              | Il primo amore di Ray      | 27 gennaio 1997   | 1º luglio 1999  |
| 16 | Diamonds             | L’anello di fidanzamento   | 3 febbraio 1997   | 2 luglio 1999   |
| 17 | The Game             | Scrupoli in famiglia       | 17 febbraio 1997  | 3 luglio 1999   |
| 18 | Recovering Pessimist | Ray il pessimista          | 24 febbraio 1997  | 5 luglio 1999   |
| 19 | The Dog              | Un trovatello di razza     | 3 marzo 1997      | 6 luglio 1999   |
| 20 | Neighbors            | La confessione             | 10 marzo 1997     | 7 luglio 1999   |
| 21 | Fascinatin' Debra    | Psicologia a domicilio     | 17 marzo 1997     | 8 luglio 1999   |
| 22 | Why Are We Here?     | Zona a rischio             | 7 aprile 1997     | 9 luglio 1999   |